# Ocnogyna mutabilis
Ocnogyna mutabilis là một loài bướm đêm thuộc phân họ Arctiinae, họ Erebidae.